# 著色性乾皮症

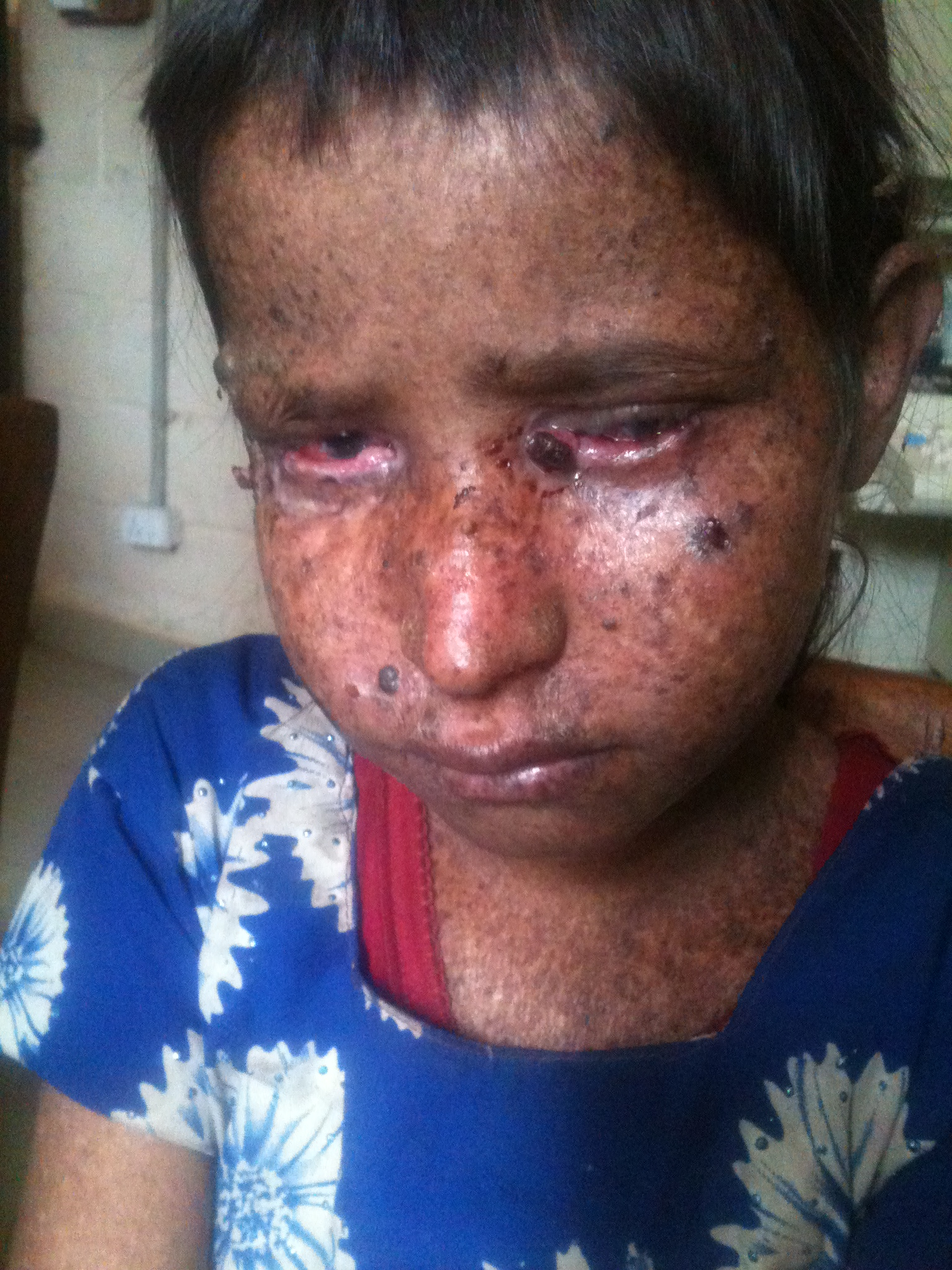
著色性乾皮症的兒童患者

著色性乾皮症（Xeroderma pigmentosum, XP）是一種遺傳性疾病。患者皮膚細胞被陽光中的紫外線破壞之後不能自行修復，於兒童期即很易誘發癌變。發病率為1/25萬。

## 發病原因
表皮細胞中的DNA在紫外光下會受到破壞，而正常人細胞內有一些酵素可將受到破壞的DNA修復，但著色性乾皮症患者細胞內通常有一種酵素無法運行，導致皮膚喪失修復能力。
而當DNA受到破壞，基因突變可能發生。如果突變影響到一些重要的基因，有可能導致癌症。著色性乾皮症患者體內發生基因突變的機會及頻率比常人高，患癌機會亦較高。
一種核酸代謝缺陷疾病，原因為負責修補紫外線所引起之DNA傷害的酵素的一群基因發生了突變，而喪失切除性修復系統能力，所以患者對紫外線特別敏感，對紫外線誘發形成的嘧啶二聚體不能進行切除、修復，故暴露於陽光下的體表部位，在兒童期即很易誘發癌變，如基底細胞癌、鱗狀上皮癌或是惡性黑色素瘤等，並死於癌轉移。

## 病徵
一些常見的著色性乾皮症病徵︰
- 短時間暴露於陽光下即嚴重曬傷並持續幾個星期
- 幼兒時期會出現雀斑
- 皮膚有黑色斑點
- 皮膚過度乾燥
- 眼睛對陽光敏感，容易受刺激、充血
- 於極微的陽光下出水泡或雀斑
- 皮膚、嘴唇、舌頭等過早老化
- 15％～20％患者會出現神經系統損害

患者平均壽命不到20歲。

## 相關影劇
2006年日本電影 太陽之歌

2012年中國大陸電視劇 童話二分之一

2018年美國電影 真愛趁現在

皆是描述患有此症的女孩的愛情故事。